# كأس أذربيجان 2012–13
كأس أذربيجان 2012–13 هو الموسم 21 من كأس أذربيجان. أقيم خلال الفترة 22 أكتوبر 2012 وحتى 28 مايو 2013، وأشرف على تنظيمه اتحاد أذربيجان لكرة القدم، وكان عدد الأندية المشاركة فيه 21، وفاز فيه نادي نيفتشي باكو.